# Michel Qissi
Michel Qissi (Uchda, Marruecos, 12 de septiembre de 1962) es el nombre artístico del karateka y actor belgo-marroquí Mohammed Qissi, conocido por interpretar el personaje de Tong-Po en el film Kickboxer de 1989.
Cuando Michel Qissi  era pequeño, su familia emigró a Bélgica cuando tenía dos años. A los siete años de edad, Qissi comenzó a practicar boxeo y a los diecisiete años fue campeón amateur. Qissi es amigo desde la infancia de Jean-Claude Van Damme y juntos comenzaron a practicar artes marciales.
En 1988 obtiene un papel como el luchador Suan Paredes en la película protagonizada por su amigo Jean-Claude Van Damme, Bloodsport (llamada 'Deporte Sangriento' en Latinoamérica y 'Contacto Sangriento' en España). Sólo un año después, en 1989, volvería a la gran pantalla protagonizando a Tong-Po, el antagonista principal de la película Kickboxer, rol con el que logró una gran popularidad y que volvió a interpretar en Kickboxer 2, continuación directa de la original Kickboxer.
Ya en 1993, protagonizó su primera película como director; Terminator Woman, (también llamada Eve of Destruction) junto a los actores Karen Sheperd y Jerry Trimble. En 2001, dirigió, coescribió y protagonizó Extreme Force que se convirtió en un trampolín para la estrella argentina de Artes Marciales Héctor Echavarría. Además de sus películas estadounidenses, Qissi también ha trabajado en diversas películas y series de televisión marroquíes. En 2014, dirigió y protagonizó la bien recibida película de acción y aventuras Bara, que se rodó en Marruecos.

## Influencia en la cultura popular
La interpretación de Qissi como el villano Tong Po en Kickboxer inspiró la creación de  Goro, un personaje de la raza Shokan (mitad humano, mitad dragón) perteneciente al universo del videojuego Mortal Kombat

## Vida personal
El hermano de Qissi, Abdel, es también actor y amigo de Jean-Claude Van Damme desde la adolescencia. Al igual que su hermano, ha participado en múltiples producciones de acción y Artes Marciales.
Tras cultivar una larga carrera como actor en Hollywood, Qissi regresó a Bélgica, donde participó en proyectos sociales para jóvenes desfavorecidos. En el año 2002, regresó a Marruecos, donde actualmente trabaja en Moroccan cinema

## Filmografía
| Año  | Película             | Personaje                          | Notes                               |
| ---- | -------------------- | ---------------------------------- | ----------------------------------- |
| 1984 | Breakin'             | Transeúnte en la secuencia inicial | No acreditado                       |
| 1988 | Bloodsport           | Suan Paredes                       |                                     |
| 1989 | Kickboxer            | Tong Po                            | Acreditado como Tong Po ("Himself") |
| 1990 | Lionheart            | Moustafa                           |                                     |
| 1991 | Kickboxer 2          | Tong Po                            |                                     |
| 1991 | Bloodmatch           | Davey O'Brien                      |                                     |
| 1993 | To the Death         | Denard                             |                                     |
| 1993 | Terminator Woman     | Alex Gatelee                       | (Actor y director)                  |
| 2001 | Extreme Force        | Kong Li                            | Actor y director                    |
| 2001 | The Falkland Man     | DeFuego                            |                                     |
| 2014 | Bara                 | Bara / Hamza                       | Actor y director                    |
| 2015 | Heart of a Lion      |                                    | Actor y director                    |
| 2016 | Kickboxer: Vengeance | Hombre en la celda                 | No acreditado                       |
| 2019 | Garra Mortal         | Tong Po                            |                                     |
| 2022 | Out for Vengeance    | Tarek El-Yuzdi                     |                                     |
| 2024 | The Last Kumite      | Wolf                               |                                     |